# Shoemakeroides gagarae
Shoemakeroides gagarae is een vlokreeftensoort uit de familie van de Pleustidae. De wetenschappelijke naam van de soort is voor het eerst geldig gepubliceerd in 1972 door Gurjanova.